# 메어리드 코리건
메어리드 코리건(Mairead Corrigan, 1944년 1월 27일 북아일랜드 벨파스트)은 영국의 평화 운동가이자 평화로운 사람들의 공동체(Community of Peace People)의 공동 설립자이다. 1976년 북아일랜드 문제의 평화적 해결에 기여한 공로를 인정받아 베티 윌리엄스와 함께 노벨 평화상을 수상하였다.
2009년 7월 자신이 타고 있던 가자 지구 구호선이 이스라엘군에게 나포되면서 이스라엘 당국으로부터 국외 추방 조치를 받았다. 2010년 6월에는 이스라엘의 가자 지구 봉쇄 정책에 항의하기 위해 아일랜드 구호선 레이첼 코리호를 타고 가자 지구 입항을 시도했지만 그가 타고 있던 구호선 레이첼 코리호는 이스라엘군의 공격을 받았고 이스라엘군은 구호선에 타고 있던 승객을 억류하였다. 이 때문에 이스라엘 당국으로부터 다시 국외 추방 조치를 받았고 이스라엘 당국으로부터 10년 동안 입국이 금지되는 처분을 받았다.
9월 28일에는 이스라엘의 여성 평화운동가들을 지원하기 위해 이스라엘 입국을 시도했지만 입국이 거부되었고 이스라엘 법원에 입국 금지 처분 취소 소송을 냈지만 기각되었다. 10월 4일 이스라엘 대법원은 그에게 국외 강제 추방 조치를 내렸다.

## 같이 보기
- 여자 노벨상 수상자 목록